# Infarmed

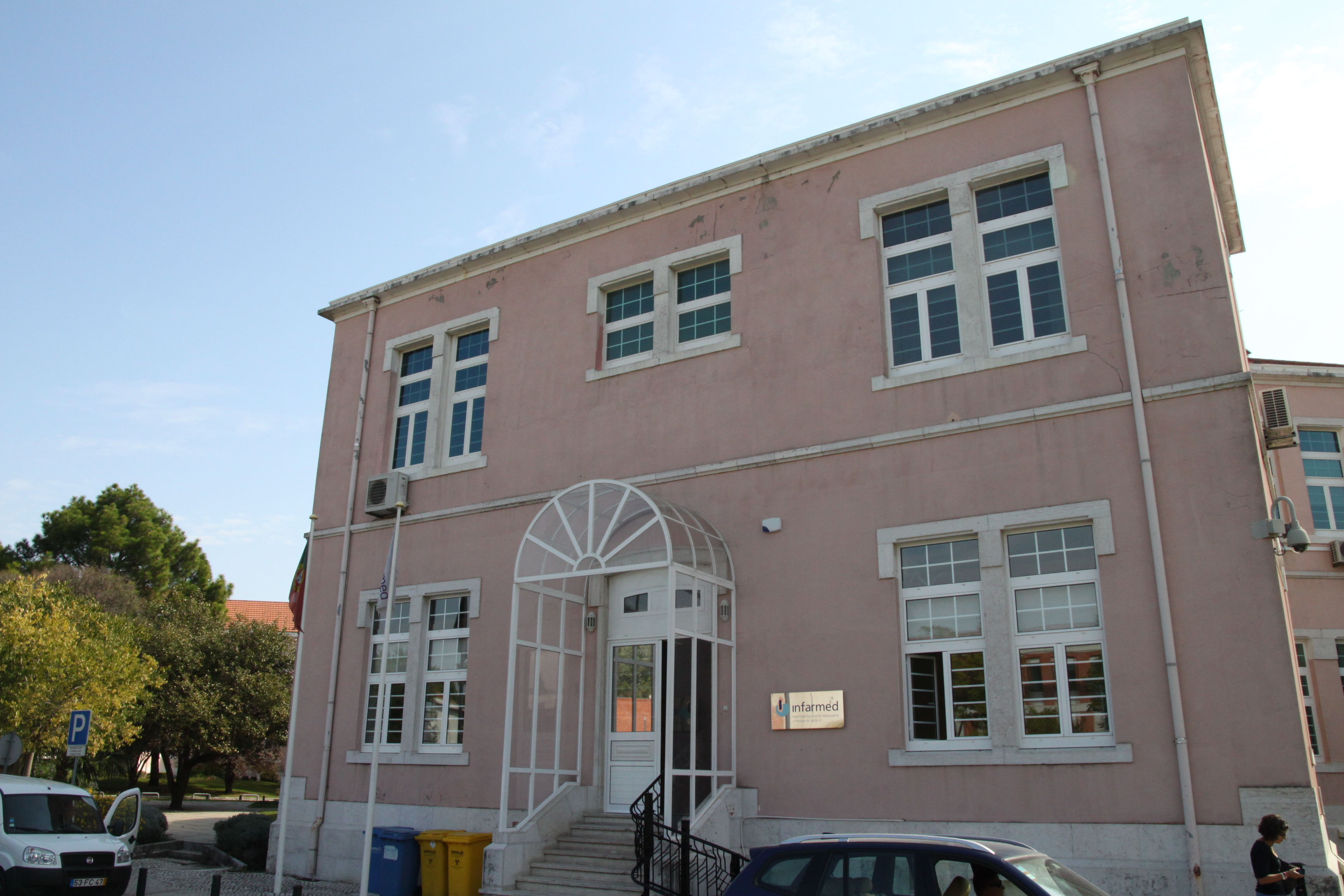
Sede do INFARMED, I.P.

O Infarmed, antes denominado Instituto Nacional da Farmácia e do Medicamento, agora Infarmed  - Autoridade Nacional do Medicamento e Produtos de Saúde, I. P. (INFARMED, I.P.) MHM tem por missão regular e supervisionar os setores dos medicamentos e produtos de saúde (dispositivos médicos e produtos cosméticos e de higiene corporal) em Portugal, segundo os mais elevados padrões de proteção da saúde pública assegurando a sua qualidade, eficácia e segurança e garantindo o seu acesso aos cidadãos e profissionais da saúde.
É um instituto público integrado na administração indireta do Estado, dotado de autonomia administrativa, financeira e património próprio. Prossegue as atribuições do Ministério da Saúde, sob superintendência e tutela do respetivo ministro. É um organismo central com jurisdição sobre todo o território nacional português, sem prejuízo da colaboração dos órgãos próprios das Regiões Autónomas, de acordo com as suas atribuições. O Infarmed tem sede em Lisboa.
O âmbito de atuação do Infarmed é vasto, na medida em que visa, nomeadamente: 
- Contribuir para a formulação da política nacional de saúde, designadamente, na definição e execução de políticas dos medicamentos de uso humano e dos produtos de saúde;
- Regulamentar, avaliar, autorizar, disciplinar, fiscalizar, verificar analiticamente, como laboratório de referência, e assegurar a vigilância e controlo da investigação, produção, distribuição, comercialização e utilização dos medicamentos de uso humano e dos produtos de saúde;
- Assegurar a regulação e a supervisão das atividades de investigação, produção, distribuição, comercialização e utilização de medicamentos de uso humano e dos produtos de saúde;
- Garantir a qualidade, segurança, eficácia e custo-efetividade dos medicamentos de uso humano e dos produtos de saúde;
- Assegurar a adequada integração e participação no âmbito do sistema da União Europeia relativo à avaliação e supervisão de medicamentos de uso humano, incluindo a articulação com a Agência Europeia de Medicamentos e a Comissão Europeia e demais instituições europeias e assegurar a adequada integração e participação no âmbito da rede de autoridades de medicamentos e produtos de saúde da União Europeia e da rede de laboratórios oficiais de comprovação da qualidade de medicamentos da Europa, desenvolvendo atividades de cooperação nacional e internacional, de natureza bilateral ou multilateral, no âmbito das suas atribuições.

No seu 30.º aniversário, a 17 de janeiro de 2023, o Infarmed foi agraciado com o grau de Membro-Honorário da Ordem do Mérito.

## Presidentes do Infarmed (mandatos)
- José Aranda da Silva (1993-2000)
- Miguel Andrade (2000-2001)
- Vasco Maria (2002)
- Rui Santos Ivo (2002-2005)
- Vasco Maria (2005-2010)
- Jorge Torgal (2010-2012)
- Eurico Castro Alves (2012-2015)
- Helder Mota-Filipe (2015-2016)
- Henrique Luz Rodrigues (2016-2018)
- Maria do Céu Machado (2018-2019)
- Rui Santos Ivo (2019-presente)